# Armen Vardanjan
Armen Vardanjan (* 30. listopadu 1982 Leninakan) je bývalý arménský zápasník – klasik, bronzový olympijský medailista z roku 2008, který od roku 2000 reprezentoval Ukrajinu.

## Sportovní kariéra
Zápasit začal v 8 letech v Gjumri (dříve Leninakan). Pod vedením Murada Sargsjana se specializoval na řecko-římský styl. V roce 1999 šel na pozvání trenéra Jevhena Čertkova za lepšími tréninkovými podmínkami do ukrajinského Záporoží. V ukrajinské mužské reprezentaci se pohyboval od získání občanství v roce 2000 ve váze do 63 kg a později v lehké váze do 66 kg. V roce 2004 se kvalifikoval na olympijské hry v Athénách, kde nepostoupil ze základní skupiny přes Turka Şerefa Eroğlua.
V roce 2008 uspěl v ukrajinské nominaci na olympijské hry v Pekingu na úkor Oleksandra Chvošče, který kvalifikační kvótu pro účast na olympijských hrách vybojoval. V úvodním kole porazil úřadujícího mistra světa a obhájce zlaté olympijské medaile Ázerbájdžánce Farida Mansurova 2:0 na sety. Ve čtvrtfinále však záhaval s Kyrgyzem Kanatbekem Begalijevem a po prohře 1:2 na sety spadl do oprav. V souboji o třetí místo se utkal s Bulharem Nikolajem Gergovem. Úvodní set souboje o bronz vyhrál 4:1 na technické body po Gergově hrubé taktické chybě v úvodní minutě. Druhý pasivní set prohrál 1:2 na technické body. Ve třetím rozhodujícím setu s v úvodních sekundách nechal vytlačit ze žíněnky a prohrával 0:1 na technické body. Půl minuty před koncem rozhodčí poslal jeho soupeře do parteru čehož využil a přetočením a zvedem obrátil bodový stav na 1:6. Získal bronzovou olympijskou medaili.
V roce 2012 neprošel sítem olympijské kvalifikace pro účast na olympijské hry v Londýně. Od roku 2014 zápasil v neolympijské lehké velterové váze do 71 kg. Sportovní kariéru ukončil v roce 2016.

## Výsledky
| Turnaj             | 2000 | 2001 | 2002 | 2003 | 2004 | 2005 | 2006 | 2007 | 2008 | 2009 | 2010 | 2011 | 2012 | 2013 | 2014 | 2015 |
| Turnaj             | 18   | 19   | 20   | 21   | 22   | 23   | 24   | 25   | 26   | 27   | 28   | 29   | 30   | 31   | 32   | 33   |
| Turnaj             | -63  | -63  | -66  | -66  | -66  | -66  | -66  | -66  | -66  | -66  | -66  | -66  | -66  | -66  | -71  | -71  |
| ------------------ | ---- | ---- | ---- | ---- | ---- | ---- | ---- | ---- | ---- | ---- | ---- | ---- | ---- | ---- | ---- | ---- |
| Olympijské hry     | —    |      |      |      | úč.  |      |      |      | 3.   |      |      |      | —    |      |      |      |
| Mistrovství světa  |      | —    | —    | 2.   |      | 5.   | —    | —    |      | úč.  | 2.   | úč.  |      | —    | úč.  | 2.   |
| Mistrovství Evropy | úč.  | úč.  | —    | 2.   | 1.   | úč.  | —    | —    | 1.   | —    | —    | —    | úč.  | —    | úč.  | —    |